# راه بند العليا (همت أباد)
راه بند العلیا (بالفارسية: راه‌بند علیا) هي مستوطنة تقع في إيران في قسم همت أباد الريفي. يقدر عدد سكانها بـ 53 نسمة .